# دان فان دايك
دان فان دايك (بالهولندية: Daan van Dijk)‏ (و. 1907 – 1986 م) هو دراج على المضمار، وراكب دراجة هوائية هولندي، ولد في لاهاي، شارك في الألعاب الأولمبية الصيفية 1928، وركوب الدراجات في الألعاب الأولمبية الصيفية 1928 – رجال تزامن ‏، توفي في لاهاي، عن عمر يناهز 79 عاماً.

## سباقات أو مراحل فاز بها
| التاريخ       | السباق                                                       | المركز                  |
| ------------- | ------------------------------------------------------------ | ----------------------- |
| 01 يناير 1928 | ركوب الدراجات في الألعاب الأولمبية الصيفية 1928 – رجال تزامن | الفائز في التصنيف العام |

## روابط خارجية
- دان فان دايك على موقع أرشيف الدراجات (الإنجليزية)
- دان فان دايك على موقع أوليمبيديا (الإنجليزية)